# Biennale d'Autun
La Biennale d’Autun appelée également festival international d’art sacré contemporain, est un événement culturel français.
Tous les deux ans, l’événement rassemble des artistes internationaux qui exposent leurs œuvres dans différents lieux classés Monument historique de la ville d’Autun en Bourgogne.

## Histoire
Le projet de la Biennale d'Autun est né en 2017 et fondé par l’association des amis de la Chapelle N-D et des Sept Dormants qui œuvre en faveur des échanges inter-culturels et inter-communautaires. Il s’agit de rassembler en France des artistes venus du monde entier qui, croyants ou non, se laissent interroger par la question du sacré, dans un souci constant d’ouverture au dialogue entre les cultures, les religions, les rites, les croyances, les traditions. Le principal enjeu pour les organisateurs de la biennale consiste alors à voir et à entendre un sacré universel, qui ne soit pas dogmatique.
Ce concept inédit en France s’articule autour de trois axes : les expositions d’œuvres plastiques (peinture, sculpture, photographies, vidéo, installation, land-art…) conjuguées avec des spectacles vivants (danse, concert, théâtre, lecture, performance…) dans des lieux insolites chargés d’histoire. S’ajoutent à cela la présence des artistes sur place qui, grâce à des rencontres programmées, des ateliers et des résidences, viennent à la rencontre des publics.
Lors des deux premières éditions en 2017 et 2019 de nombreux plasticiens, danseurs, musiciens, peintres, photographes participent à la manifestation dont Etel Adnan, Rachid Koraïchi, Bill Viola ou encore Ma Desheng.
https://www.youtube.com/watch?v=nManphju16I

## Édition 2021
En 2021, les plasticiens suivants ont participé à la Biennale : Abdallah Akar, Ken Aptekar, Didier Ben Loulou, Martin Bruneau, Nadège Druzkowski, Maria-Manuela, Karen Gulden, Shirin Neshat, Marko Pogacnik, Polska, Pierre de Saint Maur, Surabhi Saraf, Myriam Talon.
La biennale a également accueilli les danseurs, musiciens, chanteurs, acteurs Carolyn Carlson, Sara Orselli, Riccardo Meneghini, Guillaume Perret, Waed Bouhassoun, Rusan Filitzek, Neset Kutas, Abderraouf Ouertani, Amalia Alba, Jessica Bonamy, Tancrède Rivière, Frank Tortiller, Amel Brahim Djelloul, Dominique Parent.
https://www.youtube.com/watch?v=fDsq8CHdfYw

## Édition 2023
En 2023, la biennale a sélectionné les artistes suivants qui ont exploré chacun à leur manière la thématique de la migration, l’immigration, le pèlerinage…
Bahia Shehab, Sarah Van Melick, Olivier Py, Judith Avenel, Isa Bordat, Philippe Ben Ahmed, Gianni Berengo Gardin, Consuelo Bautista, Eva Ducret, Ferrante Ferranti, Paule Gauthier, Ai Weiwei, Chantal Giraud Cauchy, Bernard Husson, Kalliopi Lemos, Jean-Paul Longin, Tatev Mnatsakanyan, Gisèla Oberbeck, Manoël Pénicaud, Enrique Ramirez, Kathrin Stalder, Barthelemy Togo, Paola Viesi.
Sonia Wieder-Atherton, compagnie de danse Maduixa, Marie Béreau et Christian Woolf (Quatuor Manfred), Yas Munasinghe, Thibault Mouginot, Mété Arikan, Khaled Zyadeh, Plantin Lo Joglar, Ensemble Amina (direction Guillaume Labois), Marie Perruchet (compagnie Double), Marie Breillat, Anne-Sophie Eisele, Delphine Malik, Compagnie des échassiers du Togo.
https://www.youtube.com/watch?v=QOGr2AuBYuk

## Édition 2025
La programmation 2025 rassemble plus de 60 artistes venant de 11 pays entre le 18 juillet et le 10 août.
17 plasticiens exposent dans 11 lieux de patrimoine historique : Omar Ba, Jérôme Zonder, Michael Bastow, Hubert de Chalvron, Pascal Convert, Sarkis, Eden Morfaux, Bill Viola, Joseph Césarini et Caroline Caccavale, Catherine De Clippel, Elaine Goodwin, Katayoun Rouhi, Atam Rasho, Jill Galliéni, Alexis Congourdeau et Robert Schad.
11 spectacles (danse contemporaine, chœurs, concerts, lectures, théâtres…) :  Jean-Luc Bourdon ; Alexia Bretaudeau ;Gérard Buquet, Malena Fouillou, Louis Hognon, Emma Gergely et Charles-Emmanuel Fezard ; Anne Chériez ; Philippe Couvert ; Koffi Kôkô ; Guillaume Labois et l'Ensemble choral « Anima » ; Thérèse Louvet et l'Ensemble Alkémia ; Dominique Parent, de la Comédie française, et Lucie Taffin ; Damien Rivière et l'Ensemble « Les chantres de Paris) ; Manos Tsangaris ; Émilie Zanon ; Laurence Mayor et François Merville.
https://www.youtube.com/watch?v=JKGdEC-W6R4

## Lieux d’expositions
La Biennale se déploie à travers des lieux remarquables ou insolites, classés ou inscrits aux Monuments Historiques, d’ordinaire fermés aux visites : 
- le temple de l'Eglise Réformée,
- les anciennes tanneries,
- la chapelle Saint-Nicolas du musée lapidaire,
- la chapelle de la maison Saint-Antoine,
- la chapelle de la résidence Sainte-Anne,
- l’évêché et ses jardins,
- la chapelle Saint-Aubin (cours de l'ancienne maîtrise),
- la chapelle Notre-Dame des Bonnes-Oeuvres et des Sept Dormants d'Ephèse,
- le Cellier du Chapitre, farinier, cloître Saint-Nazaire et son jardin,
- la salle capitulaire de la Cathédrale Saint-Lazare
- le musée d'histoire naturelle d'Autun.

## Catalogues d’exposition
Un catalogue est disponible pour chaque édition et publie les interviews, le plus souvent inédites de chaque artiste.